# Fratello Hitler
Fratello Hitler (Bruder Hitler) è un saggio breve dello scrittore tedesco esule antinazista Thomas Mann scritto negli anni 1938-39 negli Stati Uniti e in Svizzera e pubblicato nel marzo 1939 dapprima nella traduzione in lingua inglese in una rivista statunitense e poco dopo in lingua tedesca in una rivista letteraria di esuli politici in Francia.
Il saggio tratta ampiamente di Hitler – il cui nome tuttavia non è menzionato esplicitamente – la cui biografia è analizzata soprattutto in base a categorie estetiche e psicologiche, e non politiche.

## Storia editoriale

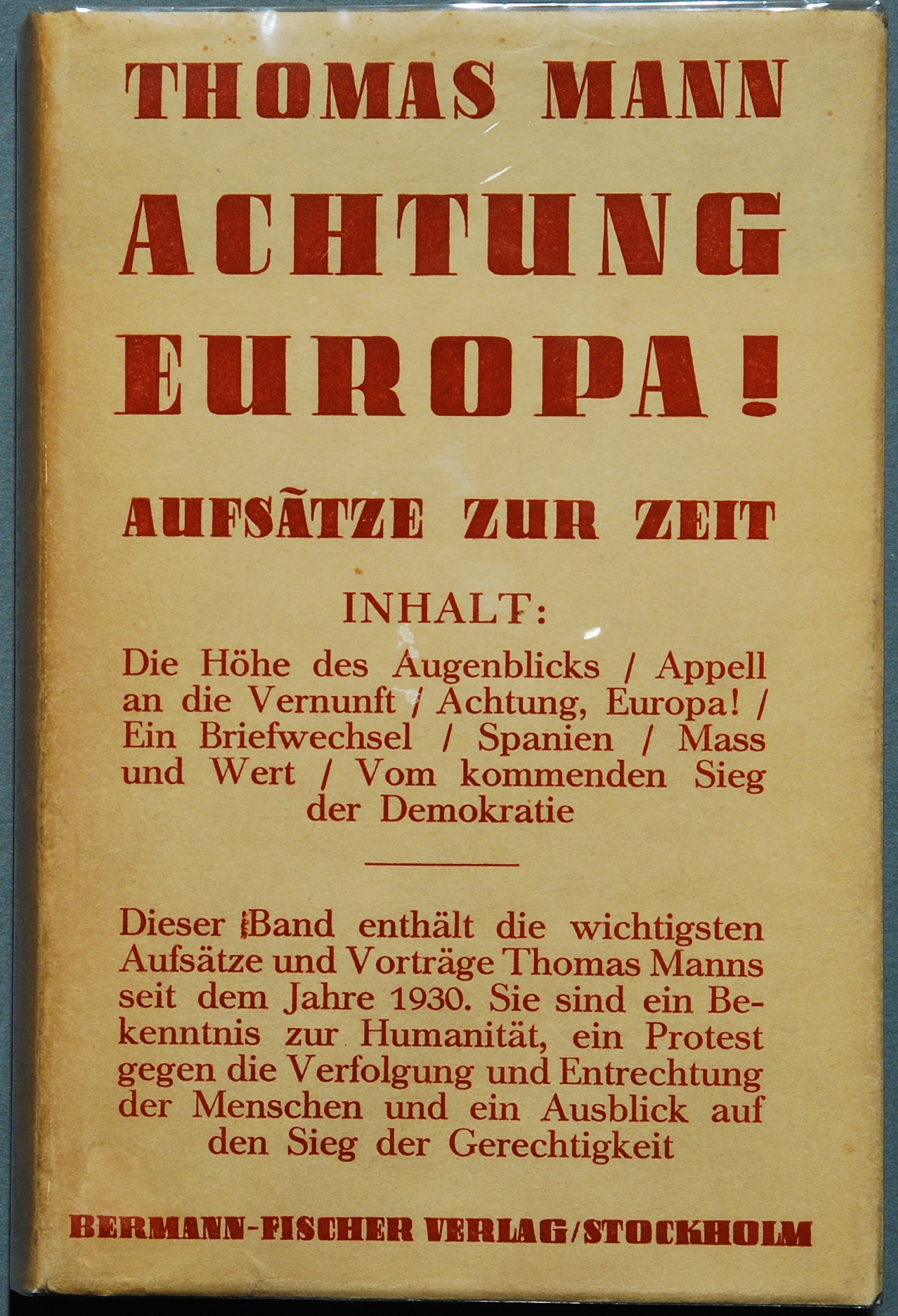
Copertina di Achtung, Europa! (1938)

Il saggio fu da scritto inizialmente da Thomas Mann tra il 4 e il 21 aprile 1938, durante il suo primo soggiorno a Beverly Hills in California. Una prima versione, lunga circa il doppio di quella definiva, si intitolava "Tagebuchblätter" ("Fogli di diario") ed era destinata a essere pubblicata sulla rivista Cosmopolitan; cosa che però non si concretizzò. Ritornato in Svizzera, il 7 luglio 1938 Mann progettò di pubblicare separatamente la parte centrale dello scritto, dedicata a Hitler. La revisione iniziò a Küsnacht il 1º agosto 1938 e terminò il 4 settembre 1938, poco prima che Mann si trasferisse negli Stati Uniti. L'opera, intitolata "Der Bruder" ("Il fratello") fu destinata alla raccolta Achtung Europa!, una silloge con i documenti più caratteristici della sua azione politica. Le bozze erano già state stampate dalla Bermann Fischer Verlag a Stoccolma quando, nel novembre 1938, Mann dovette ritirare "Der Bruder" su richiesta del suo editore. Infatti, a causa delle simpatie del governo svedese per la Germania nazista l'editore Gottfried Bermann Fischer temeva che la sua attività editoriale a Stoccolma sarebbe stata messa in pericolo se fosse stato "eccessivamente aggressivo nei confronti della Germania". "Der Bruder" fu stampato nel marzo 1939: la prima volta in inglese sulla rivista Esquire del 1º marzo 1939 con il titolo "That Man Is My Brother", illustrato da William Sharp e poco dopo in tedesco sulla rivista Das neue Tage-Buch del 25 marzo 1939 col titolo "Bruder Hitler". Responsabile del titolo fu il direttore della rivista Leopold Schwarzschild; Mann inizialmente definì il titolo "cattivo", ma lo conservò nella ristampa in lingua tedesca del 1953.

## Contenuto
Oggetto del saggio è evidentemente Adolf Hitler, il cui nome non viene però mai menzionato nel testo. Senza «gli orrendi sacrifici» e «le immense devastazioni» sarebbe difficile «trovare avvincente il suo fenomeno esistenziale». Chi ha «coscienza del destino della società civile» dovrebbe provare odio. E Mann non è privo di odio, ma lo reprime perché l'odio, come peraltro l'amore, ostacola «il bisogno di libertà, di una visione indipendente, in una parola: d'ironia che da tempo ho imparato ad apprezzare come elemento nativo di ogni arte e di ogni produttività spirituale». Dietro l'ascesa di un soggetto privo d'ogni altra capacità («Il ragazzo è una catastrofe»), Mann vede un «oscuro risentimento, la brama di vendetta, covata nel profondo dall'inetto, dall'inabile, dal cento volte fallito», unito «ai complessi d'inferiorità di un popolo sconfitto, il quale non apprende nulla di buono dalla sua sconfitta e pensa soltanto a ristabilire il suo "onore"». «Costui non ha mai voluto imparare qualcosa per una vaga ed ostinata alterigia, [...] non sa guidare un'automobile [...] non sa neanche generare un bambino, egli perfeziona l'unica cosa necessaria alla comunicazione: un’eloquenza di livello oltremodo infimo, ma efficace sulle masse».

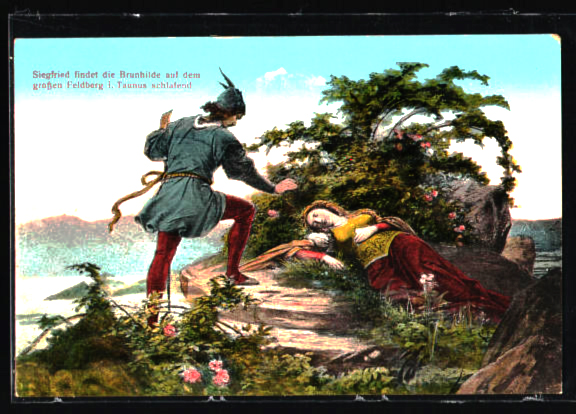
«La "bella addormentata", intorno a cui il rogo di Brunilde si trasforma in roseto e che sorride al bacio risvegliatore dell'eroe sigfridiano. "Destati, o Germania!"»

L'incredibile ascesa ha «tratti fiabeschi» (Gianni sognatore, Il brutto anatroccolo, La bella addormentata) o, «sul piano della deformazione», wagneriani; il riferimento a Richard Wagner permette a Mann di concludere che «si deve riconoscere nel fenomeno una forma di apparizione artistica». Per un artista come Mann, il protagonista del racconto è «Un fratello... un fratello alquanto sgradevole, imbarazzante, irritante, una parentela abbastanza penosa».

## Edizioni
- Der Bruder. Tagebuchblätter, Stockholm, Bermann-Fischer Verlag, 1938,  pp. 1-13. (Ritirato)[3].
- Bruder Hitler, in Altes und Neues. Kleine Prosa aus fünf Jahrzehnten, Berlin, S. Fischer Verlag, 1953, ISBN 310048102X.
- Thomas Mann, Fratello Hitler, in Lavinia Mazzucchetti (a cura di), Tutte le opere, traduzione di Adele Rossi, vol. 12: Scritti minori, Milano, A. Mondadori, 1958.
- Thomas Mann, Un fratello, in Rita Bagnoli (a cura di), Pace mondiale e altri scritti, collana Coll. L'isola di Prospero ; 21, traduzione di Rita Bagnoli, Napoli, A. Guida, 2001,  pp. 107-114, ISBN 88-7188-508-2.
- Thomas Mann, Fratello Hitler, in Anna Ruchat (a cura di), Fratello Hitler e altri scritti sulla questione ebraica, collana Coll. Oscar Narrativa; 1902, traduzione di Cristina Lombardo e Chiara Origlio, Milano, A. Mondadori, 2005, ISBN 978-88-04-54872-0.